# Абу Оль Ґієфе
Абу Оль Ґієфе (перс. ابوالقیفه) — село в Ірані, остані Хузестан, шахрестані Шуш, бахші Шавур, дехестані Шавур. За даними перепису 2006 року, його населення становило 235 осіб, що проживали у складі 43 сімей.